# Autoportret z paletą (obraz Anny Bilińskiej-Bohdanowiczowej)
Autoportret z paletą (także: Autoportret, Portret własny) – obraz olejny na płótnie autorstwa Anny Bilińskiej-Bohdanowiczowej z 1887 roku, o wymiarach 117x90 cm (uwzględniając ramę: 140,5x115x9 cm). Jest własnością Muzeum Narodowego w Krakowie (nr inw. MNK II-a-211).

## Opis
Jest to portret do kolan en face. Przedstawia malarkę siedzącą na krześle w swojej pracowni, ubraną w roboczy fartuch oraz z narzędziami pracy: pękiem pędzli i paletą. Ukazana jest na neutralnym tle brązowej kotary. Jej włosy są nieuczesane. Jedynymi ozdobami jakie nosi są cienkie bransoletki, barwne lamówki fartucha oraz wetknięty zań niebieski kwiatek. Kobieta ubrana jest na czarno, co intepretuje się jako żałobę, współgrającą ze smutnym i zmęczonym wyrazem jej oczu. W czasie powstawania dzieła, Bilińska była w depresji po śmierci narzeczonego Wojciecha Grabowskiego (1885), a wcześniej także ojca oraz przyjaciółki Klementyny Krassowskiej (1884). Dzieło sygnowano tuszem na płótnie jak i na odwrocie. 

## Historia i odbiór
W 1882 roku Anna Bilińska wyjechała do Paryża, w celu rozwinięcia swojej kariery artystycznej. Autorka ambitnie dążyła do osiągnięcia sukcesu i uznania. Autoportret z paletą, po raz pierwszy wystawiony na Salonie w Paryżu w 1887 roku, stanowił przełom w jej karierze. Obraz zyskał wtedy złoty medal III kategorii (wg innych źródeł: srebrny) i szeroki rozgłos w międzynarodowej prasie. Krytycy na ogół zwracali uwagę na psychologiczny sposób przedstawienia modelki o niekanonicznej urodzie. Bilińska nie zatuszowała w swym autoportrecie oznak zmęczenia, nie idealizowała swojego wyglądu. Jej rysy i postawę interpretowano jako „męskie”, co ułatwiło jej zaprezentowanie się jako profesjonalnej malarki, w artystycznym świecie zdominowanym przez mężczyzn.
Jeszcze w 1887 roku portret wystawiono na Wystawie Sztuki Polskiej w Krakowie, zaś w kolejnym roku pokazano go na wystawie konkursowej Towarzystwa Zachęty Sztuk Pięknych w Warszawie. Na obu wystawach uzyskał nagrodę. Trzykrotnie wystawiano go w Glaspalast w Monachium: w 1888, 1890 i 1892 roku. W 1889 roku zaprezentowano go na Wystawie Powszechnej w Paryżu, gdzie uzyskał złoty medal (wg innych źródeł: srebrny). Obraz został wyróżniony pośród blisko 6 tysięcy prac. Nieistniejąca wówczas na mapie Polska nie uzyskała odrębnego pawilonu. Bilińska nie chciała prezentować się jako obywatelka rosyjska, dlatego Autoportret został pokazany w dziale międzynarodowym. Autorce przyznano wtedy prawo wystawiania swoich dzieł poza konkursem. W kolejnym roku Portret własny został nagrodzony złotym medalem na wystawie w Royal Academy of Arts w Londynie. W 1891 roku można go było obejrzeć na Wystawie Międzynarodowej w Berlinie, gdzie ponownie zdobył złoty medal. Łącznie pokazano go na 11 wystawach europejskich. W 1893 r. artystka podarowała go Muzeum Narodowemu w Krakowie. Obecnie wystawiany jest w Galerii Sztuki Polskiej XIX wieku w Sukiennicach.
Autoportret z paletą uchodzi za najbardziej znane i wpływowe dzieło Anny Bilińskiej-Bohdanowicz, a także najbardziej reprezentatywne dla jej twórczości. Portret pewnej siebie i niezależnej malarki bywa przedstawiany jako symbol emancypacji kobiet w XIX wieku.